# Nupserha rothkirchi
Nupserha rothkirchi là một loài bọ cánh cứng trong họ Cerambycidae.